# Mályva (növénynemzetség)
A mályva (Malva) a mályvafélék (Malvaceae) családjának névadó nemzetsége. 25–30 lágy szárú (egyéves, kétéves és évelő) növényfaj tartozik ide. A nemzetség Afrika, Ázsia és Európa mérsékelt égövi, szubtrópusi és trópusi területein elterjedt.
A levelek váltakozó állásúak, tenyeresen karéjosak, vagy hasadtak. A virágok 0,5–5 cm átmérőjűek, pártáját 5 rózsaszín vagy fehér sziromlevél alkotja.
Számos faját kerti virágként termesztik, mások inváziós fajok, különösen Amerikában, ahol nem őshonosak. Több faja ehető levélzöldségként, például a tatárjárás idején is fontos ínségeledel volt. A nemzetség típusfaja az erdei mályva (Malva sylvestris)

## Fajlista
- Malva aegyptia
- Malva alcea érdes mályva
- Malva assurgentiflora
- Malva brasiliensis
- Malva canariensis
- Malva cretica
- Malva dendromorpha
- Malva hispanica
- Malva microcarpa
- Malva microphylla
- Malva mohileviensis
- Malva moschata – pézsmamályva
- Malva neglecta – papsajtmályva
- Malva nicaeensis
- Malva oxyloba
- Malva pacifica
- Malva parviflora
- Malva preissiana
- Malva pseudolavatera
- Malva pusilla
- Malva qaiseri
- Malva sinensis
- Malva stipulacea
- Malva sylvestris – erdei mályva
- Malva tournefortiana
- Malva trifida
- Malva verticillata
- Malva wigandii

Forrás: